# Кали (богиня)
Ка́ли (санскр. काली, IAST: Kālī, «чёрная»), также известна как IAST: Kālikā (санскр. कॉलिंका) или IAST: Shyāmā (санскр. श्यामा) — богиня в индуизме, одна из десяти дашамахавидья. Кали является яростной формой Шакти и появляется в мифологии как уничтожительница демонов. Гнев Кали настолько ужасен, что грозит существованию мира, поэтому особая тема в мифологии — усмирение Кали. В мифологии Кали — защитница богов, дарующая освобождение. Последователи тантрического шактизма и различных тантрических сект поклоняются ей, как высшей реальности или Брахману. Кали является объектом поклонения множества культов и религиозных течений. Кали часто изображается стоящей или танцующей на своём супруге, боге Шиве.

## Этимология
IAST: Kālī — женская форма понятия «время» или «полнота времени» образованная от мужского «kāla» — и, как следствие, «изменяющийся аспект природы, ведущий к жизни или смерти». Среди других имён есть такие как IAST: Kālarātri («ночь смерти») и IAST: Kālikā («тёмно-синяя»). Другое значение слова «kāla» — это «чёрный», «тёмный», «тёмно-синий». Смешение этих понятий, как утверждает исследователь санскритской мифологии Томас Кобурн, произошло на уровне бытовой этимологии. Как пример он приводит отрывок из Махабхараты описывающий женскую фигуру, которая уносит души убитых воинов и животных. Она именуется как Kālarātri — «ночь смерти», также как Kālī, которую можно прочитать как собственное имя или как описание «тёмно-синий».
Одним из её эпитетов был Дэви джи (буквально: «уважаемая богиня»).

## Изображение и значение символов

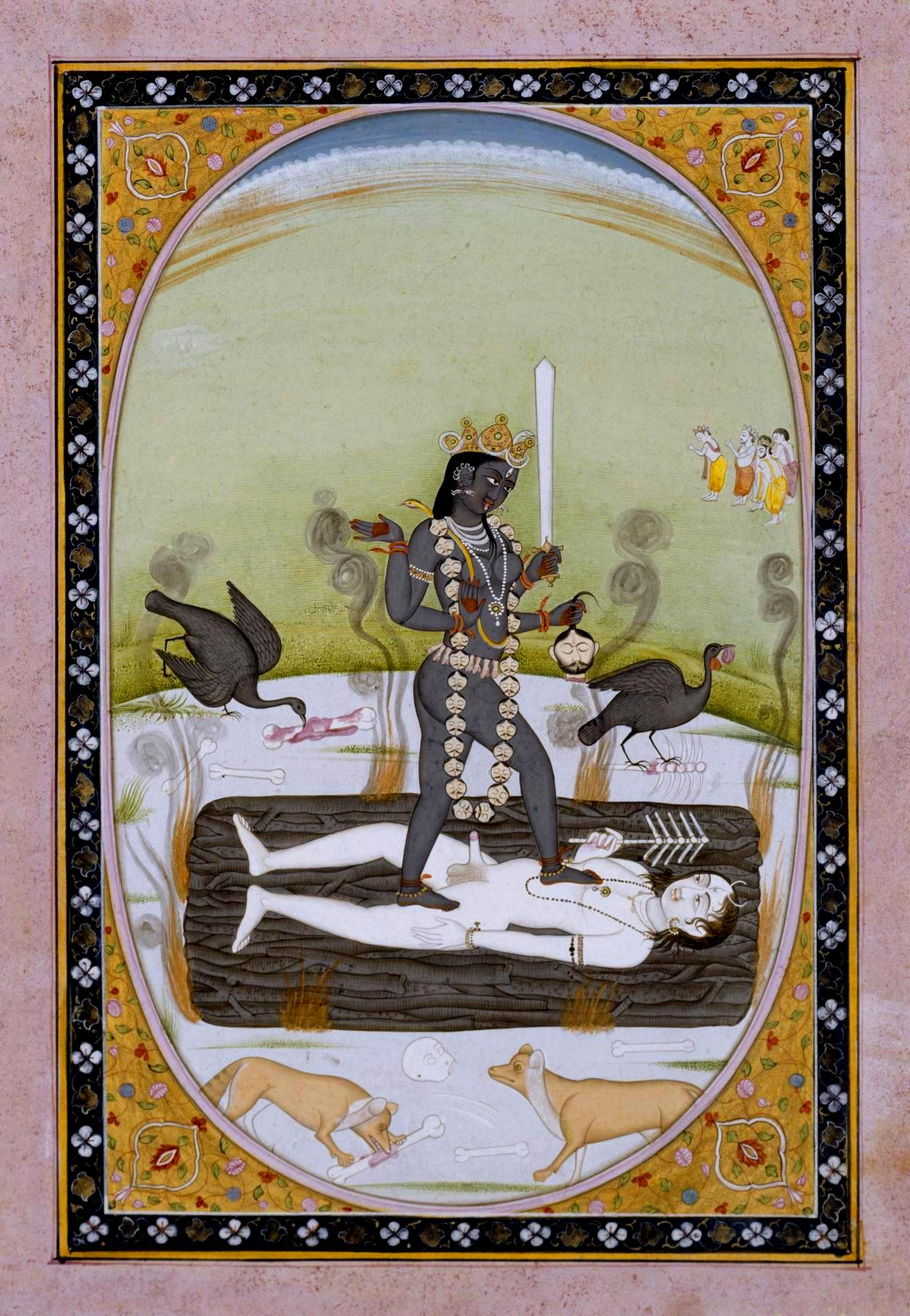
Кали, танцующая на теле Шивы. Миниатюра школы Кангра. 1800—1825 гг., Галерея Уолтерса, Балтимор.

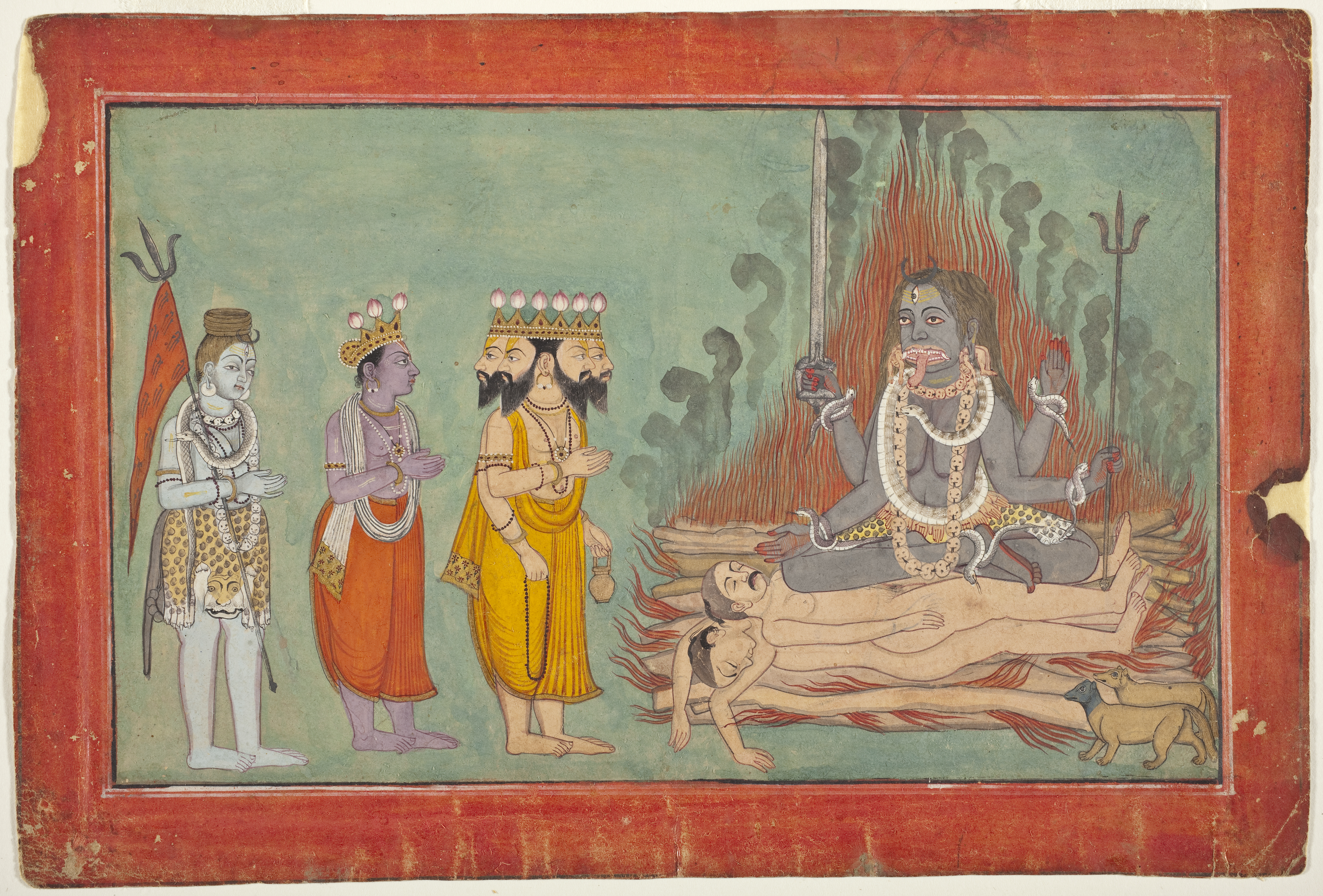
Боги Шива, Вишну и Брахма поклоняются Кали. Ок. 1740 г., школа Басоли, Музей искусства, Лос-Анджелес.

Изображается в виде стройной женщины с голубой кожей, длинными волосами и четырьмя руками. Обычно обнажена или одета в шкуру пантеры. В верхней правой руке она держит окровавленный меч, разрушающий сомнения и двойственность, в нижней левой — голову демона, символизирующую отсечение эго. Нижней правой рукой она делает защитный жест, прогоняющий страх, в то время как верхней левой рукой благословляет к исполнению всех желаний. Четыре руки символизируют 4 стороны света и 4 основных чакры.
Три глаза богини управляют тремя силами: творением, сохранением и разрушением. Они также соответствуют трём временам: прошлому, настоящему и будущему, и являются символами Солнца, Луны и Молнии. На ней пояс из человеческих рук, которые обозначают неумолимое действие различной кармы.
Тёмно-синий цвет её кожи символ бесконечного космического, вечного времени, а также смерти. Эта символика обращает внимание на превосходство Кали над царством смертных. В «Маханирване - Тантре» сказано: «Чёрный цвет заключает в себе белый, жёлтый и все остальные цвета. Так же и Кали сочетает в себе все остальные существа». Чёрный цвет символизирует незамутнённое состояние чистого сознания.
Гирлянда черепов, которой она украшена, означает череду человеческих воплощений. Черепов ровно 50 — по числу букв санскритского алфавита. Голова, которую несёт Кали, представляет собой эго, идею «я есть тело», которую она уничтожает. Черепа также показывают её способность освобождать ум от идентификации себя с телом. Эта гирлянда символизирует мудрость и силу. Взъерошенные волосы богини Кали (элокеши) образуют таинственный занавес смерти, который окутывает всю жизнь. Труп, на котором она стоит, указывает на преходящий и низший характер физического тела.
Кроваво-красный язык символизирует гуну раджас, кинетическую энергию Вселенной, символом которых является красный цвет.
Кали пребывает в анахате. Она взаимодействует с физическим сердцем; в этой форме она называется Ракти-Кали (красная Кали), пульсация сердца. Красота в ней не только очаровательна, но и ужасна, даже смертельна. Кали — недосягаемая красота, невознаграждённая любовь, она непостижима, потому что не имеет формы.
Кали символизирует бесценную вечную жизнь. Только то, что является бессмертным, может быть бесконечным, поскольку ничто не может изменить его природы. Смертный и переходный процессы рано или поздно закончатся. Чтобы извлечь пользу из вечности, которой и является Кали, нужно принести в жертву нашу смертную природу. Поэтому Кали обычному глазу кажется пугающей и разрушительной.
Кали — многоликая Богиня, которая руководит жизнью с момента зачатия и до окончания жизни. Она олицетворяет собой космическую силу вечного времени.
На космическом уровне Кали связана с элементами воздуха или ветра, вайю, праны. Эта сила наполняет собой вселенную как энергия преобразования. Она действует быстро и не оставляет после себя никаких следов, вызывая радикальные перемены. Кали есть восприятие молнии правды, отрицающая все иллюзии. Она воплощает в себе творение, сохранение и уничтожение, вызывает одновременно любовь и ужас.
В человеческом теле Кали существует в форме дыхания или силы жизни (праны).
Символом богини Кали считался ночной серп-полумесяц.

## Культ

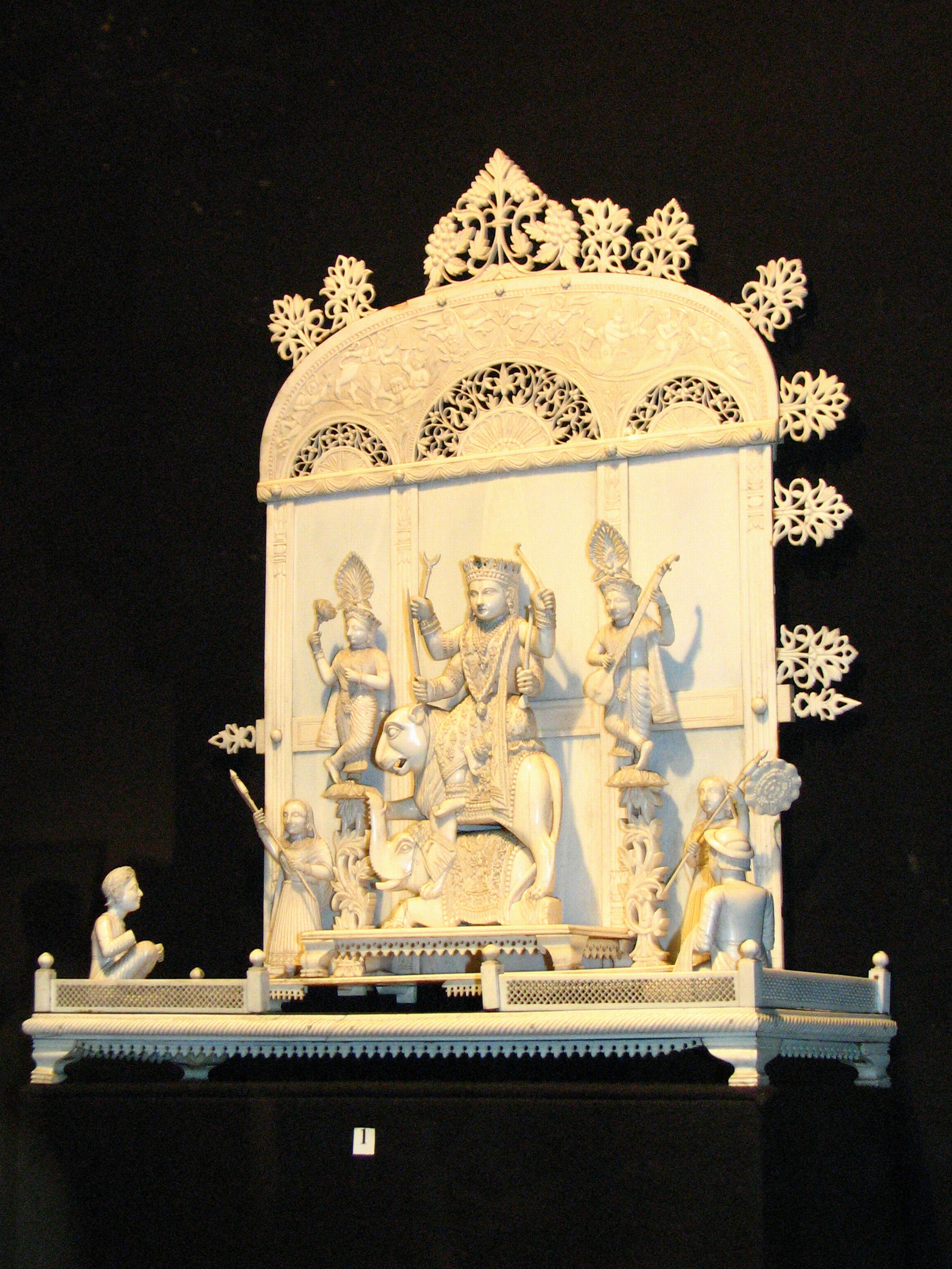
Алтарь Кали из слоновой кости в экспозиции Кунсткамеры (Санкт-Петербург). Индия, XVIII век.

Почитание Кали особенно распространено в Бенгалии, где находится один из старейших посвящённых ей храм Калигхата (город Калькутта). Второй из лучших храмов Кали находится в Дакшинешваре. Почитатели Кали в ритуальных целях пили вино. Во время ритуала верующие постоянно пили священную воду и наносили на межбровье красным порошком отметину. Изображению богини подносились красные цветы и возжигали свечи. Затем читалась молитва, после чего, вдыхая аромат жертвенного цветка, верующие ели различные жертвенные подношения. Праздник в честь богини отмечался в начале сентября.
Расцвет культа Кали пришёлся на период султанатов XIII—XIV веков. С XII по XIX века в Индии была распространена тайная секта тхагов — фанатиков, посвятивших себя служению Кали как богине смерти и разрушения.

## Массовая культура

### Кино
- В фильме «Душители из Бомбея», который является вольной интерпретацией реальных исторических событий, имевших место на территории Индии в 30-х гг. XIX века, рассказывается о деятельности тайной секты тугов и первых попытках британской администрации покончить с этим культом.
- В фильме «Душители», снятом на основе реальных событий, английский офицер проникает в сообщество тугов, и с помощью английских колониальных войск приводит к уничтожению и запрету этого культа.
- В фильме «Индиана Джонс и храм судьбы» герои фильма сталкиваются с культом Кали, требующим человеческие жертвоприношения.
- В фильме «Ганга Дин» герои фильма также сталкиваются с культом Кали, многое из этого фильма заимствовано Спилбергом.
- В аниме и манге «Тёмный Дворецкий» силу богини Кали представляет один из второстепенных персонажей — Агни, слуга индийского принца Сомы. Там она упоминается как «божественная рука Кали». Агни был сыном священника, и оказался таинственным образом наделённым силой богини.
- В 5 сезоне сериала «Сверхъестественное» в эпизоде «Молот Богов» присутствует также богиня Кали, примечательно, что она говорит: «если кто и приведёт этот мир к разрушению, так это буду я». Она представлена как один из сильнейших богов мира, правда, всё равно оказалась слабее Люцифера.
- В фильме «Лига выдающихся джентльменов» в эпизоде в подлодке «Наутилус» Капитан Немо поклоняется статуе богини Кали.
- В одной из серий «Охотники за древностями» рассказывается про кинжал, которым совершали жертвоприношение богине Кали.
- В сериале «Зена — королева воинов» (эпизод 4х16 — Путь) Зена лишается обеих рук в бою с демоном, после чего обращается за помощью к Кришне и предстаёт в облике Кали с четырьмя руками.
- В фильме «Каран и Арджун» обезумевшая от горя мать просит богиню Кали помочь воскресить её жестоко убитых сыновей.
- В фильме Золотое путешествие Синдбада Синдбад сражается с шестирукой статуей богини Кали.
- В фильме Help!, в котором участвуют участники группы Beatles, служители культа Кали охотятся на Ринго Старра, дабы принести его в жертву богине.
- В мультфильме Вокруг света с Вилли Фогом, главные герои спасают индийскую принцессу от принесения её в жертву богине Кали.
- В сериале Убежище (Sanctuary), где богиня Кали является супер-абнормалом известным под именем Большая Берта.
- В фильме Искусительница / Temptress (Playboy, Lawrence Lanoff) главная героиня становится воплощением богини Кали, её мужчина повторяет поступок Шивы и подчиняется.

### В литературе
- В рассказе Виктора Пелевина «Тхаги», главный герой мечтает служить абсолютному злу в лице богини Кали.
- В цикле Виталия Зыкова «Дорога домой» богиня войны и одна из жен верховного бога носит имя Кали.
- В книге Дэна Симмонса «Песнь Кали» рассказывается о столкновении в Калькутте иностранного журналиста с последователями культа Кали.
- В книгах Уоррена Мерфи и Ричарда Сапира «В объятиях Кали» (Дестроер — 59) современный культ тугов-душителей убивает пассажиров на авиалиниях во имя Кали. Также имя Кали упоминается в других книгах серии «Дестроер», а именно: «У последней черты», «Верховная жрица» (краткое упоминание событий книги «В объятиях Кали»), «Кризис личности», «Белая вода» (персонаж по имени Госпожа Кали), «Бамбуковый дракон» (яхта «Малышка Кали»). Возможно, в некоторых других.
- В цикле фантастических романов Глена Кука Чёрный отряд Кали послужила прообразом богини Кины, а поклоняющиеся Кали туги послужили прообразом душил.
- В саге о людях льда, богиня Кали выступала в роли сторонника Тенгеля Злого.
- В книге Лу Жаколио «В трущобах Индии» главный герой вплотную сталкивается со служителями культа богини Кали, и чтобы избежать смерти, вынужден тщательно изучать способы поклонения богине Кали.
- В романе Жюля Верна «Вокруг света за 80 дней» будущую жену главного героя пытаются принести в жертву богине Кали.
- В книге Барона Олшеври «Вампиры» один из персонажей, капитан Райт, рассказывает историю о своём пленении служителями культа Кали и чудесном спасении от неминуемой смерти.
- В книге Роджера Джозефа Желязны «Князь Света».
- В романе Нила Геймана «Американские боги».
- В романе Артура Кларка «Молот Господень» именем Кали назван астероид, столкновение которого с Землёй пытаются предотвратить ученые.
- В книге Холланда Тома  «Раб своей жажды» главный герой наблюдает жертвоприношение богине Кали в горах Индии, а позднее она является ему и многим другим героям книги в качестве женщины небесной красоты, очаровывающей, завораживающей и парализующей.

### В музыке
- Существует большое количество бхаджанов, посвящённых Кали и Кали-Дурге (из произведений европейских исполнителей можно отметить альбом Нины Хаген Om Namah Shivay 1999 года).
- В альбоме 2006 года Reinkaos шведской мелодик дэт-метал группы Dissection есть песня Maha Kali, посвящённая этой богине.
- В альбоме 2012 года Демиурги сновидений группы Unreal есть песня Кали, посвящённая этой богине.
- В альбоме дебютном группы Big Dumb Face есть песня Kali is a Sweethog.
- Логотип группы Rolling Stones был отчасти вдохновлён образом Кали. Заказывая логотип у дизайнера Джона Паше, Мик Джаггер вручил ему изображение богини на котором её язык был по размеру больше чем тело.
- На обложке альбома 2007 года The Apostasy польской Дэт-метал группы Behemoth изображена фотография скульптуры этой богини.
- В тексте группы Jolly Roger — Scylla-Charybdis «Я женюсь на твоей маме как бог Шива на Кали».
- В альбоме группы «Пилот» «Рыба, Крот и свинья», 2004 г. — песня «Кали Юга».
- В совместной работе MC Xander и Ganja White Night — Kali Mist.
- В тексте группы Children Of Bodom — Dead Man’s Hand On You (Посвящена вся песня).
- В песне группы Devilment — Mother Kali.
- В песне группы Убийцы CRYSTAL — «Цивил» есть строчка «Я — богиня Кали».
- У группы Cult of Fire есть альбом मृत्यु का तापसी अनुध्यान, целиком посвященный богине Кали.
- У группы Therion в альбоме Sirius B есть песня «Kali Yuga».
- У группы Dissection есть альбом Maha Kali с одноимённой песней.
- В тексте группы Alai Oli — Дышу (Шива и Кали, дурной характер — острый ум).
- У группы Neck Deep в альбоме Life’s Not Out to Get You есть песня «Kali Ma».

### В техносфере
- В названии Linux-подобного дистрибутива — Kali Linux.

### В географии
- Имя богини своеобразно прослеживается и в наименовании крупного острова — Калимантан.

### В видеоиграх
- В MMO игре Smite богиня Кали является одним из игровых персонажей.
- В MMORPG Dragon Nest Кали является одним из игровых персонажей.
- В серии игр Dominions, в третьей и четвёртой частях, богиня Кали является одним из игровых персонажей, впоследствии имеющих возможность стать вседержителем игрового мира.

## См. также

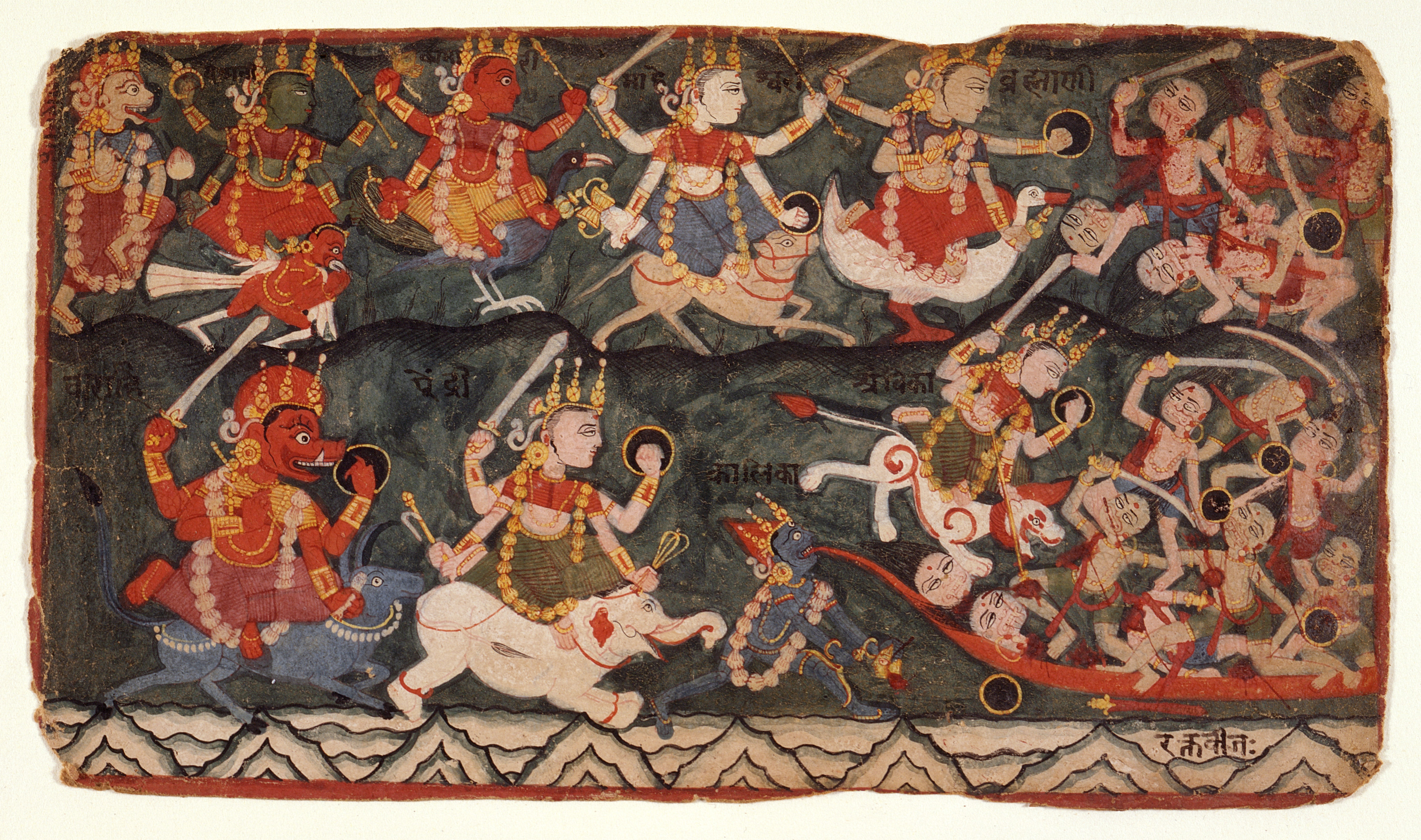
Битва небожителей против демонов-асуров Рактавиджи, иллюстрация из «Деви-махатмья»- (верхний ряд, слева) Боги: Нарасимхи, Вайшнави, Кумари, Махешвари, Брахми; (нижний ряд, слева) Варахи, Аиндри, Чамунда или Кали (пьющая кровь демона), Амбика; справа, демоны, возникающие из крови Рактавиджи.